# Mail de Bièvre
Le mail de Bièvre est un espace vert constituant l'un des quatre mails de Paris. 

## Situation et accès
Il situé aux 105-109, du boulevard Auguste-Blanqui dans le 13e arrondissement.
Le mail de Bièvre est accessible par la ligne 6 à la station Glacière.

## Historique
Le mail de Bièvre est créé en 1971.

## Description
Le mail a une superficie de 4 230 m2. Il s'étend sur l'ancienne rive gauche de la Bièvre. Entourée par de grands immeubles de logements HLM, la promenade est bordée de cerisiers à fleurs, et aboutit au Théâtre 13. Des jeux pour enfants l'agrémentent, ainsi qu'une sculpture : "Femme assise" marbre noir de Belgique de 1969 par Louis Bancel (1926-1978).